# 北海道社会事業協会函館病院
北海道社会事業協会函館病院（ほっかいどうしゃかいじぎょうきょうかいはこだてびょういん）は、北海道函館市にある病院。通称函館協会病院。

## 沿革
「沿革」参照
- 1926年（大正15年）：函館市の寄付により「済生会函館診療所」開設。
- 1929年（昭和04年）：診療所に「北海道社会事業協会千代ヶ岱診療所」併置。
- 1939年（昭和14年）：増築により「北海道社会事業協会千代ヶ岱病院」となる。
- 1947年（昭和22年）：「北海道社会事業協会附属函館協会病院」と改称。
- 1950年（昭和25年）：准看護婦学院設立認可（1983年廃止）。
- 1952年（昭和27年）：「北海道社会事業協会函館病院」と改称。
- 1964年（昭和39年）：診療棟、病棟増改築第2期工事完成。
- 1977年（昭和52年）：結核病棟、その他増改築工事完成。
- 2000年（平成12年）：介護保険相談センター（2009年閉鎖）とヘルパーステーション「ホーミー」併設（2008年閉鎖）。リハビリテーションセンター開設。
- 2006年（平成18年）：堀川町から駒場町へ新築移転[2]。
- 2008年（平成20年）：回復期リハビリテーション病棟開設。
- 2009年（平成21年）：地域医療連携室開設。
- 2010年（平成22年）：人工透析室閉鎖。
- 2018年（平成30年）：地域包括ケア病棟開設、訪問リハビリテーション開始。

## 診療科等
診療科・部門
- 内科
- 消化器科
- 循環器内科
- 外科
- 整形外科
- 歯科・口腔外科
- 麻酔科
- 放射線科
- リハビリテーション科
- 臨床検査科
- 臨床工学科
- 薬剤科
- 栄養管理室
- 入退院支援室
- 地域医療福祉連携室
- 看護部
- 健診センター

## アクセス・駐車場
無料巡回バスを6つのルートで運行している。
- 函館市企業局交通部（函館市電）深堀町停留場下車 徒歩5分
- 函館バス
  - 「深堀町」バス停下車 徒歩5分
  - 「自衛隊前」バス停下車 徒歩5・6分
- 駐車場100台（障害者専用駐車場・駐輪場あり）
- 五稜郭駅から車で約10分[2]
- 函館駅から車で約15分[2]
- 函館空港から車で約15分[2]

## 参考資料
- “病院案内” (PDF). 北海道社会事業協会函館病院. 2016年11月7日閲覧。